# Лазаревский, Иван Матвеевич
Иван Матвеевич Лазаревский (1836—1887) — российский юрист, действительный статский советник, знакомый Тараса Шевченко.
Родился в 1836 году в небогатой дворянской семье. Он был самым младшим в семье, в которой кроме него росли ещё пятеро братьев и две сестры.
В 1858—1861 годах часто присутствовал на встречах братьев Александра и Василия с Шевченко в Петербурге («тусовался» с демократической украинской молодежью столицы); в марте 1860 Шевченко подарил ему «Кобзарь» с собственным автографом.
Был членом присутствия по крестьянским делам сначала Орловской губернии, затем — губерний Царства Польского (при земском отделе; вместе с Я. Утиным напечатал «Собрание важнейших памятников по истории древнего русского права» (СПб., 1859). 
Умер в 1887 году.

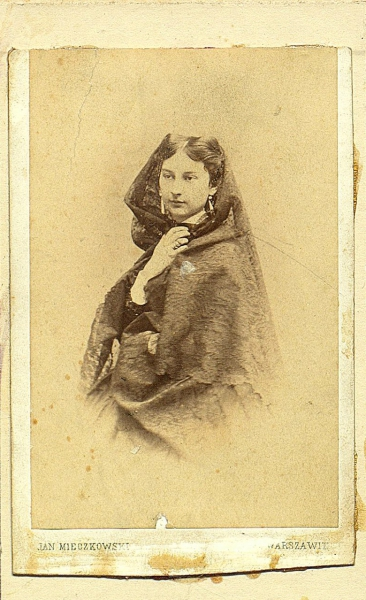
Мария Николаевна Лазаревская

Был женат на Марии Николаевне Шеншиной (1845—?). Их дети: Николай (1868—1921), Михаил (1874—1941), Иван (1880—1948).